# 2482 Perkin
2482 Perkin (1980 CO) là một tiểu hành tinh vành đai chính được phát hiện ngày 13 tháng 2 năm 1980 bởi Harvard College ở trạm Agassiz.